# آی‌ان‌اس چنای
آی‌ان‌اس چنای (به انگلیسی: INS Chennai) یک کشتی است که طول آن 163 meters می‌باشد.